# 尼古拉斯·保罗
尼古拉斯·保罗（英語：Nicholas Paul，1998年9月23日—），特立尼达和多巴哥男子自行车运动员，2019年泛美运动会男子竞速赛金牌得主、2021年世界场地自行车锦标赛男子1公里计时赛银牌得主。